# Ibalonius simoni
Ibalonius simoni is een hooiwagen uit de familie Podoctidae. De originele naamcombinatie (protoniem) is Ibalonius simoni Roewer, 1915. De huidige (vanaf 2023) geldig wetenschappelijke naam van Ibalonius simoni gaat terug naar Roewer (Maar vaak met het verkeerde publicatiejaar van 1916 voor de soortnaam).